# Widziane z góry
Widziane z góry – powieść polityczna Stefana Kisielewskiego, wydana w 1967 r. pod pseudonimem „Tomasz Staliński”. Pierwsza z cyklu powieści pisanych pod tym pseudonimem wydawanych przez emigracyjny Instytut Literacki w Paryżu. Pierwsze wydanie krajowe ukazało się w 1989 r. nakładem Wydawnictwa Iskry.
Powieść została uznana przez rozgłośnię Wolna Europa za książkę roku.

## Historia
Kisielewski, który od 1962 r. miał zakaz wyjazdów zagranicznych, postanowił opisać życie w PRL-u „od środka”. Jak powiedział: „Chciałbym komunizm utrwalić, bo przeminie i nikt nie będzie wiedział, co to było” . Pseudonim, pod którym wydawał emigracyjne powieści polityczne, Kisielewski wziął od komunistycznego pseudonimu Bolesława Bieruta – „Tomasz” oraz nazwiska sowieckiego dyktatora Stalina.
Pisanie powieści rozpoczął cztery lata wcześniej. Maszynopis przemycił do Paryża przyjaciel autora, publicysta Andrzej Micewski.

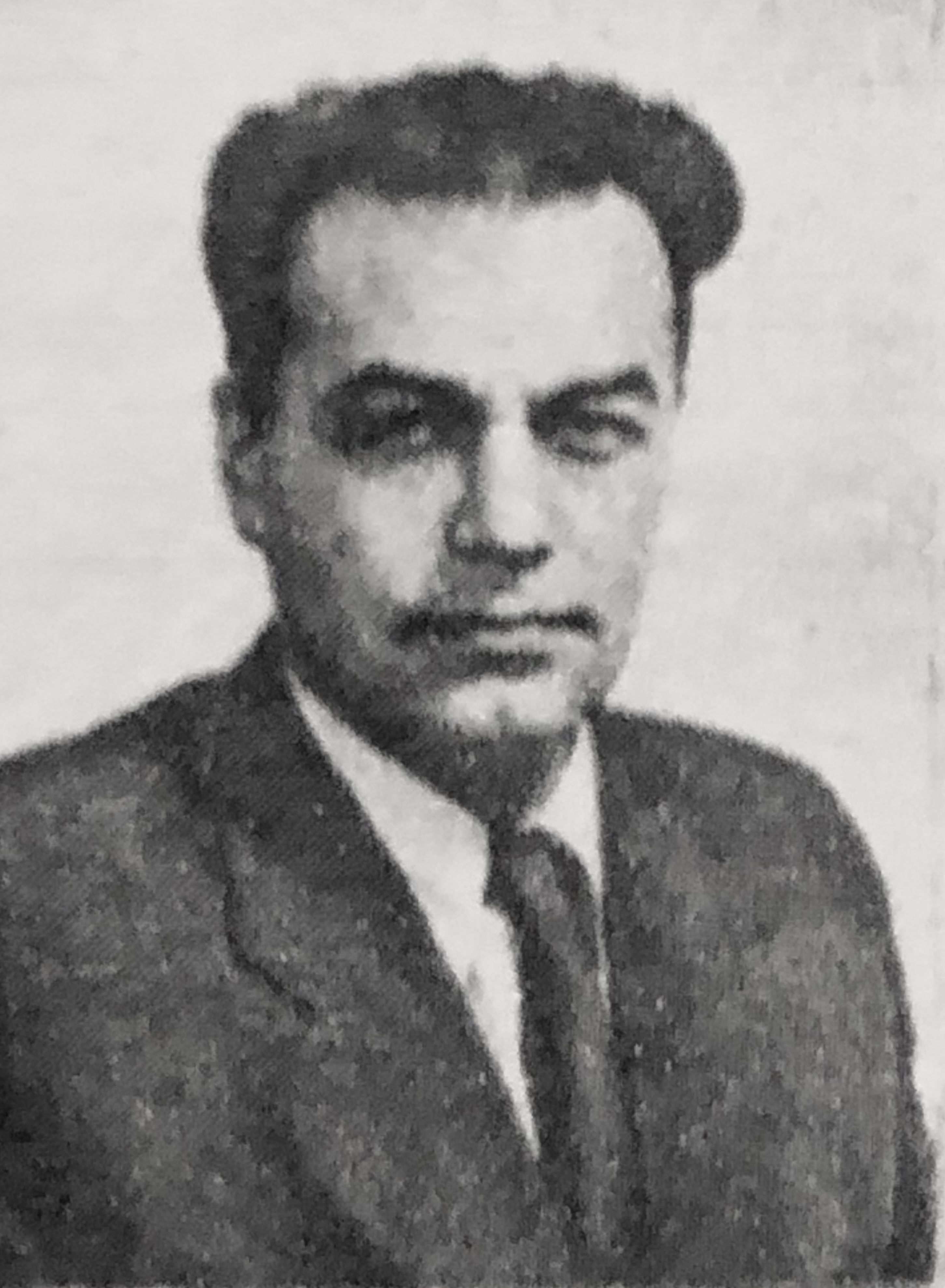
Artur Starewicz, rzeczywisty bohater powieści

Książka jest tzw. powieścią z kluczem, pod postaciami bohaterów kryją się prawdziwi ludzie, głównie prominentni działacze PZPR, których Kisielewski poznał przez osiem lat działalności poselskiej. Główny bohater, Henryk Borowicz, to Artur Starewicz, wówczas sekretarz KC PZPR . Inne znane postacie nosiły powieściowe nazwiska: Baryłka (Władysław Gomułka), Oraczyk (Edward Gierek), Ajchma (Józef Tejchma), Ufryzowany (Leonid Breżniew). Utwór cieszył się dużą popularnością w Warszawie, czytelnicy odgadywali odpowiedniki poszczególnych postaci. Z kolei Służba Bezpieczeństwa starała się rozszyfrować, kto kryje się pod pseudonimem autora. Jerzy Giedroyc i Zofia Hertz wspominali po latach o pewnej akcji dezinformacyjnej, która miała ukryć przed organami bezpieczeństwa prawdziwe autorstwo powieści – zasugerowano, że autorem jest Jerzy Putrament, znany ówcześnie pisarz partyjny, który miał z tego tytułu nieprzyjemności.

## Fabuła
Bohater, Henryk Borowicz, to polski działacz komunistyczny wysokiego szczebla żydowskiego pochodzenia. Podczas wyjazdu do Paryża spotyka znajomych z lat młodości. Wanda prosi go o pomoc w sprowadzeniu do Francji swojej córki, która została w Polsce wychowana przez zakonnice. Henryk wdaje się w romans z dziewczyną .

## Odbiór
Mariusz Urbanek pisze, że powieść opisuje życie elit politycznych PRL lat 60., pokazuje, jak władza zmienia postrzeganie świata, który poza budynkiem Komitetu Centralnego staje się nieważny. Istotna jest tylko sama władza, intrygi, budowanie powiązań personalnych, popełniane draństwa i odgrywanie się.
Książka, podobnie jak inne powieści polityczne Kisielewskiego, jest krytykowana za przegadanie, nadmiar dygresji, mało interesujących bohaterów. Z drugiej strony, jak pisze Andrzej Horubała „powieści publikowane u Giedroycia wdzierały się w miejsca nieopisane, poruszały tematy zakazane przez cenzurę, stawiały pytania nieobecne w oficjalnej debacie i stanowiły swoistą kronikę kolejnych dekad realnego socjalizmu” .
Jerzy Giedroyc określił powieść „najbardziej interesującą” z dzieł Kisielewskiego, choć dodawał, że najciekawsza była jej strona „treściowa”, nie literacka. Generalnie oceniał powieści Kisielewskiego jako „literacko bardzo słabe”, zaś w jego ocenie komplementy pod ich adresem brały się stąd, że Kisielewski był powszechnie lubiany. Określił Widziane z góry jako „dokument, naświetlenie nastrojów inteligencji”, co zdecydowało o powodzeniu powieści i wywołało wielkie zainteresowanie. Zofia Hertz dodaje, że powieść „odkrywała kuchnię systemu”, a fakt, że sprawiała wrażenie, że napisała ją osoba bardzo dobrze wtajemniczona, zabolał partyjną „wierchuszkę”.
Michał Szyszka określa powieść jako najważniejszą powieść polityczną autora, której celem była „analiza i opis mechanizmów systemu władzy”. Krytyk formalnie określa powieść jako romans, dzieło o formie zamkniętej pełne moralnych i intelektualnych uproszczeń, którego schemat autor wykorzystał jako nośnik przekazu ideologicznego: dekonstrukcji utajonych mechanizmów zarządzania państwem.